# Seleção Japonesa de Futsal Feminino
A Seleção Japonesa de Futsal Feminino é a seleção oficial de futsal feminino do Japão, e que tem como unidade organizadora a Associação de Futebol do Japão, criada em 1921.
Em 2025, conquistou sua primeira Copa da Ásia depois de derrotar a Tailândia na disputa por pênaltis na final realizada na China.

## Estatísticas
| 2010  | 5º lugar |
| 2011  | 5º lugar |
| 2012  | 6º lugar |
| 2013  | 7º lugar |
| 2014  | 6º lugar |
| 2015  | 8º lugar |
| Total | 6/6      |

| 2005  | Não participou |
| 2007  | Campeão        |
| 2009  | Campeão        |
| 2013  | Campeão        |
| 2017  | Vice-campeão   |
| Total | 4/5            |